# 霸州 (后周)
霸州，中国五代十国时设置的州。
后周显德六年（959年）以益津关及析鄚、瀛两州地置，为世宗从契丹恢复地区之一。治所在今霸州镇。辖境相当今河北省霸州市及其东南至子牙河一带。明朝正德五年（1510年），刘六、刘七起义于此。清朝时不辖县。1913年改为霸县。 